# Harald II de Dinamarca
Harald II de Dinamarca (fallecido en 1018)  fue rey de Dinamarca entre los años 1014 y 1018. Se conocen muy pocos detalles de su vida. Era el hijo mayor de Svend I de Dinamarca y Gunhilda de Wendia, y fue regente de Dinamarca mientras su padre luchaba contra el rey Etelredo II el Indeciso en Inglaterra. Heredó el trono danés en 1014 y lo gobernó mientras su hermano Canuto conquistaba Inglaterra. A su muerte sin descendencia en el año 1018, fue sucedido por su hermano Canuto.
Tuvo un hijo, Roderic Haraldsson (n. 1018), príncipe de Dinamarca.